# Чуст
Чуст (узб. Chust / Чуст) — город (с 1969 года), административный центр Чустского района Наманганской области Узбекистана.

## География
Расположен в 12 км от железнодорожной станции Чуст.

## Население
Является вторым крупнейшим городом Наманганской области после её административного центра — Намангана.
Население Чуста — 190 700 человек (2023 год). Из них 72,6 % таджики, 25,4 % узбеки и 2 % другие.
Согласно первой всеобщей переписи населения Российской империи 1897 года (распределение населения по родному языку и уездам Российской империи, по численности населения и национального состава Ферганской области) в городе Чуст проживало 13 785 человек, из которых 91 % составляли таджики.
Численность населения и национальный состав города Чуста в 1897 году:
| Всего  | таджики | узбеки | сарты | тюрки | русские |
| 13 785 | 12 718  | 376    | 257   | 421   | 4       |

Согласно переписи 1909 года, в городе насчитывалось 18 555 жителей.
Численность населения и национальный состав города Чуста в 1909 году:
| Всего  | таджики | узбеки | сарты | тюрки | русские |
| 18 555 | 16 991  | 497    | 551   | 371   | 145     |

Чустская волость была очень маленькой — по размеру и по количеству жителей она примерно в 4 раза отличалась от средних оседлых волостей уезда.
По статистическим данным 1909 года, в городе и во всех 8 поселениях местное население регистрировались таджиками. После образования Узбекской ССР число тюркоязычного населения увеличилось.

## Промышленность
В Чусте расположен хлопкоочистительный завод. В городе есть множество малых и частных производственных предприятий.

## Образование
В городе есть 18 школ, из которых 4 — русскоязычные, однако процент русскоязычного населения очень мал.

## Культура и отдых
Одной из главных достопримечательностей Чуста является парк, в котором открыто много аттракционов и кафе. Сюда съезжаются отдыхать гости со всей Ферганской долины. В центре парка стоит минарет Лутфуллы Мавлани — один из замечательных памятников старины.
Весной в парке школьники проводят «день птицы». Каждый из них изготавливает поделку (выжигание, вышивание, аппликация и т. п.) в виде птицы, а старшие школьники приносят сюда живых птиц для демонстрации.
В парке захоронен святой Мавлоно Лутфуллох, который, по преданию, открыл источник святой воды. Воду эту обязательно пьёт каждый посетитель парка. Также парк известен своими платанами, которым свыше 150 лет.
Также в городе работает музей и установлен памятник народному поэту и просветителю Узбекистана, уроженцу Чуста — Мухаммадшарифа Суфи-заде.
В городе был создан Дом боевой славы. Его посетители могут ознакомиться с многочисленными экспонатами и узнать, что один из генералов-узбеков, участников Великой Отечественной войны — Файзулла Нарходжаев и Герой Советского Союза Мамашариф Фаязов являются уроженцами Чуста.

## Художественное ремесло

### Чустские ножи
С древних времен в представлении народов Средней азии острые предметы имеют силу амулетов, оберегающих их владельцев от несчастий. Такой способностью, по поверью, обладает и национальный нож «пичок» (узб.), «корд» (тадж.) который является атрибутом многих традиционных народных обрядов и ритуалов, о нем сложено немало легенд. Один из самых древних центров обработки металла расположен в Ферганской долине, одним из которых является город Чуст..
В Чусте издавна существует квартал мастеров по изготовлению ножей — «сузангаров», (от таджикского слова «сузан»-«игла», мастер, изготовляющий иглы), где в небольших кузницах выделывают ножи. Кусок металла подвергнется нескольким десяткам операций, прежде, чем станет лезвием ножа. В почти готовое, но еще не остывшее после закаливания лезвие ножа мастер вбивает молоточком свое «фирменное» клеймо из латуни. По клейму можно определить место изготовления ножа и имя «сузангара». Хорошее лезвие ножа должно быть светло-серого цвета, рукоять соразмерна длине клинка и удобно лежать в ладони. Хорошо выкованный нож легко рассекает волос, а лезвие его прослужит долгие годы, поддаваясь заточке на донышке фарфоровой пиалы.
Каждый из множества видов традиционных узбекских ножей имеет свое предназначение. Одни ножи хороши для резки мяса, другие — для очистки и шинковки моркови и лука для плова. Небольшими изящными ножами принято очищать кожицу фруктов. Особыми ножами пользуются садовники для подрезки ветвей деревьев. Мясники пользуются ножами со слегка изогнутым кончиком лезвия, которые удобны для разделки туш животных и зачистки кож.
Непременной атрибутом ножа являются чехлы или ножны. Для них годится плотная ткань или кожа и тогда их украшают вышивкой или аппликацией, наносят тиснение. Нередко кожаные ножны оформляются накладками из латуни или меди, чеканкой или гравировкой. Можно встретить ножны из резного дерева. Все ножны снабжены кожаной петлей, которая служит для подвески к поясу.
В Чусте и сегодня работают ученики и последователи знаменитых сузангаров Убайдуллы Сатарова и Миразиза Карабаева. Один из них, знаменитый усто Собир Мамажонов, сам имеет учеников. Под его руководством они учатся не только выковывать ножи и сабли, но и чеканить традиционные медные и латунные блюда-лаганы, украшать зернью и филигранью женские браслеты и серьги.
Ежегодно производится более 500 тысяч штук чустских сувенирных ножей. Настоящий чустский нож долго прослужит хозяину и всегда будет напоминать об искусных руках ремесленников Ферганской долины.

### Чустские тюбетейки
Издревле одним из основных видов головного убора в Средней Азии является тюбетейка — вышитая мужская или женская шапочка, получившая свое название от тюркского слова «тюбе» («тобе»), означающего верх, вершину чего-либо. Существует великое множество тюбетеек, различающихся по форме, цвету, предназначению и географии распространения. В Ферганской долине тюбетейки называются дуппи, по своей форме они резко отличаются от тюбетеек других регионов. Массовое распространение современные дуппи получили во второй половине XIX века, после начала колонизации стран Средней Азии Россией, когда в Узбекистан из этой северной страны стали завозить качественную, дешёвую ткань и столь же дешевую бумагу — основные компоненты для изготовления дуппи.
В Ферганской долине производят два вида дуппи: Чуст-дуппи (высоко возвышающиеся над головой тюбетейки), которые в Узбекистане носят, преимущественно, жители Андижана и Самарканда, в Таджикистане — жители Худжанда и Душанбе, а в Кыргызстане — жители Ошской и Джалалабадской областей, и Маргилан-дуппи (тюбетейки, полностью облегающие голову), распространенные по всей Ферганской долине (кроме Андижана) и Ташкенте.
Чустскую тюбетейку отличает высота — она почти в два раза выше тюбетеек, изготавливаемых в соседнем Андижане не говоря уже о Маргиланских. Существенно разнятся вышитые сверху и по бокам узоры. Ремесленницы из Чуста с давних времен соз¬дают уникальные головные уборы, делая каждый стежок исключительно вручную под песни и приговорки. «Вышивка на тюбетейке — это не просто красивое украшение, это доброе напутствие для будущего хозяина», узоры, вышитые на тюбетейке белой нитью, сулят богатство, берегут от злого глаза, сбивают с пути врагов. Издревле эта земля славилась искусными мастерицами по вышивке «дуппи». И сегодня чуст-ские девушки — выпускницы колледжей — успешно осваивают это ремесло, создавая поистине шедевры национального прикладного искусства. Изготовление чустких «дуппи» — от закройки до прессовки происходит в несколько этапов. Опытные мастерицы собирают вокруг себя юных рукодельниц, каждая из которых выполняет свою часть работы. Одна выкраивает нужные детали, другая вышивает верхний узор, третья тем временем готовит плотную основу, а четвертая уже взялась за пошив цельной тюбетейки из составных частей. На самом послед¬нем этапе подключаются мужчины, которые придают «дуппи» традиционную форму путем прессования. В орнаменте чустской тюбетейки встречаются мелкие изящные элементы в виде кружочков, капелек, веточек, образующих в соединении с основным узором «бодом» (миндаль) тонкое кружевное обрамление. В изгибах «калампир» (перец) выделяются вышитые изображения головы барана, круглой розетки с перекрестием «колеса жизни». Красота формы, ее графичность, пропорциональность мотивов «бодом» и «калампир», соотнесенных по цветовому решению с фоном, позволяют отнести чустские тюбетейки к классическим произведениям этого прикладного искусства. Каждая мастерица Чуста знает наизусть орнаментальные мотивы тюбетеек, но при этом она всячески обогащает свои узоры, фантазирует, придумывает нечто свое: в результате получается шедевр, который пользуется большим спросом как на местном рынке, так и у иностранных туристов.
Символ чести «Ум, честь и совесть мужчины заключается в его тюбетейке», — гласит народная мудрость. Неудивительно, что прогуливаясь по восточному базару любого города Ферганской долины, можно наблюдать, что почти каждый мужчина носит на голове тюбетейку, вышитую мастерицами Чуста.
Снизу тюбетейку обрамляет черная шелковая тесьма, поверх которой вокруг головного убора вышиты волнистые узоры. Каждый из них символизирует собой один из зубцов короны. Всего таких узоров шестнадцать — по четыре с каждой стороны. А значит, каждый обладатель «дуппи» носит на голове подобие королевской короны.
Ремесленники вышеуказанных регионов которые специализируются на изготовлении Чуст-дуппи, различают более чем десяти видам вышивок, называющихся в народе «гул» — «цветок». Исходя из рисунка и способа изготовления, дуппи имеют различные названия, например, «Анжан» (от названия города Андижана), «Инжик» («Капризный»), «Пахтаабад» — от слова «хлопок», «Сетара» или «Три струны», «Товус» — «Павлин», «Хилал» — «Полумесяц». Одно из распространенных названий дуппи — «Тожик», от слияния двух слов — «тож» («корона») и «жияк» («тесьма»). Но в разговорной речи слово «Тожжияк», по всей видимости, трансформировалось в слово «Тожик» — в русской транскрипции «Таджик».
Все разновидности тюбетеек отличаются друг от друга не только особенностями орнамента, но и качеством изготовления, и, соответственно, разнятся в цене. Каждое воскресенье мастерицы-белошвейки выходят на базар демонстрировать друг другу свои работы, с целью что-то из них продать. Самые искусные мастерицы одну тюбетейку вышивают за десять дней. В среднем, на изготовление тюбетейки уходит около месяца. К примеру, базарная цена самой распространенной дуппи для широкого потребления «Анжан» колеблется от 5 до 70 тысяч сумов, «Шахрихан» — от 10 до 20 тысяч, «Инжик» — от 30 до 80 тысяч, «Тожик» — от 40 до 150 тысяч сумов. Однако цена дуппи, изготовленной по индивидуальному заказу, может доходить и до 300 тысяч сумов.
На международных выставках в Монреале (Канада), Измире (Турция), чустская тюбетейка получила высокую оценку.

## Археология
По поселению Чуст получила название чустская культура эпохи бронзы. Учёные-археологи назвали её чустской, так как впервые стоянка людей этой культуры была обнаружена вблизи города Чуст Наманганской области.
На рубеже II—I тысячелетий до н. э. в Ферганской долине были найдены памятники чустской культуры оседлых земледельческих племён. Основным видом хозяйственной деятельности чустских племён являлось земледелие (они выращивали пшеницу, ячмень, овёс и просо).
Эта культура характеризовалась более высоким уровнем ремесленного производства по сравнению с андроновской. Для уборки урожая использовались бронзовые и каменные серпы.

## Известные уроженцы
- Мавлоно Лутфуллох Чусти (1485—1571) — духовный лидер ордена Накшбандия, наставник жителей Чуста и его окрестностей.
- Собира Холдарова — первая узбекская журналистка.
- Мухаммадшариф Эгамберди угли Суфизода — узбекский писатель, народный поэт Узбекистана.
- Хакимов Рахим Расулжонович — политический деятель, доктор юридических наук, профессор.
- Ахмадалиев Муроджон Кахарович — профессиональный боксёр, чемпион Азии-2017.
- Нарходжаев Файзулла — участник Великой Отечественной войны, один из первых генералов.
- Улуг-Зода Сатым (1911—1997) — таджикский советский писатель, член-корреспондент АН Таджикской ССР.
- Усманов Алишер Бурханович — российский предприниматель, миллиардер, основатель USM Holdings.
- Фаязов Мамашариф — участник Великой Отечественной войны, Герой Советского Союза.
- Чустий (Набихон (Набихўжа) Нуриллахўжа ўғли) (1904—1983) — поэт, певец, драматург и переводчик.